# Реншал (Минесота)
Реншал (енгл. Wrenshall) град је у америчкој савезној држави Минесота.

## Демографија
По попису из 2010. године број становника је 399, што је 91 (29,5%) становника више него 2000. године.
| Група             | 2000.       | 2010.       |
| Белци             | 294 (95,5%) | 383 (96,0%) |
| Афроамериканци    | 0 (0,0%)    | 0 (0,0%)    |
| Азијати           | 0 (0,0%)    | 0 (0,0%)    |
| Хиспаноамериканци | 3 (1,0%)    | 0 (0,0%)    |
| Укупно            | 308         | 399         |